# Sabal lougheediana
Sabal lougheediana — вид пальм. Описаний у 2019 році.

## Поширення
Ендемік Бонайре — острова на півдні Карибського моря. Дерева трапляються в південній частині острова, на захід від затоки Лак. Загальна популяція виду становить 24 дерева.

## Опис
Пальма схожа на Sabal antillensis за морфологією листя та структурою суцвіть, але відрізняється більшою загальною висотою (7 м проти 5 м) і тоншим стеблом та помітними текстурованими рубцями на корі.